# Musée des Beaux-Arts de Gand
Le musée des Beaux-Arts de Gand, en néerlandais : Museum voor Schone Kunsten (MSK Gent en abrégé ; abrégé MSK Ghent en néerlandais), est un des plus anciens musées de Belgique. Son origine remonte en 1798, à l'époque où Gand est devenue la capitale du département français de l'Escaut, lorsque la France décida de rassembler une collection d'œuvres d'art accessible au public.

## Histoire
Officiellement reconnu comme institution nationale française, le musée du Département de l'Escaut est initialement établi en l'église Saint-Pierre de Gand et ne sera accessible au public qu'à partir de 1802.
En 1809, il sera transféré dans un bâtiment de la ville plus approprié, dans une salle de l'Académie municipale située dans un ancien couvent des Augustins. Il ne sera ouvert au public qu'en 1811. Plus tard, la ville de Gand tentera vainement de récupérer certaines œuvres importantes emmenées en France, dont certaines se trouvent toujours au Louvre.
C'est en 1898 que fut prise la décision de construire un nouvel édifice capable d'accueillir les nouvelles œuvres achetées par la ville, le plus souvent aux salons qu'elle organisait.
Ainsi naquit près d'un siècle plus tard le musée des Beaux-Arts de Gand, tel que nous le connaissons aujourd'hui.
Le nouveau complexe dessiné par l’architecte Charles Van Rysselberghe, un des frères du peintre néo-impressionniste gantois Théo Van Rysselberghe, à l'origine de l'introduction du divisionnisme en Belgique, sera érigé en deux phases, dans le Parc de la Citadelle, Fernand Scribedreef 1. La première remonte à 1902, la seconde en 1913, à l'occasion de l'exposition universelle. Gravement endommagé pendant la Seconde Guerre mondiale, le bâtiment sera cependant entièrement reconstruit, réaménagé et modernisé. Une bonne partie de la collection, mise en sécurité à Pau dans le Midi de la France, fut épargnée.
Le musée a connu des travaux d'extension au début du XXIe siècle et a rouvert en 2007.

## Direction
- Frits Van Loo, jusqu'en 1936[3]
- Maurice Dupuis (nl), de 1937 à 1947
- Paul Eeckhout (nl), de 1947 à 1982[4]
- Robert Hoozee, de 1982 à 2012[5]
- Luc Vanackere, à partir de 2012[6]
- Catherine de Zegher, de 2013 à 2018[7]
- Cathérine Verleysen, ad interim de 2018 à 2021
- Manfred Sellink, à partir de 2021[8]

## Collections
Les collections du MSK Gent s'arrêtent à l'après guerre. L'art des années 1950 jusqu'à aujourd'hui est conservé au musée d'art contemporain créé en 1975, l'actuel musée municipal d'art actuel (SMAK), établi juste en face.
Les collections du musée donnent un aperçu de la peinture, de la gravure, de la sculpture, de l’art graphique et de l’art de la tapisserie en Europe depuis le XIVe siècle. Le musée possède aussi une importante collection de toiles du XIXe siècle. Dans une trentaine de salles sont exposées 350 œuvres.

### École flamande
- Hendrick Andriessen
- Jérôme Bosch
- Philippe de Champaigne
- Gaspard de Crayer
- Élisa de Gamond
- James Ensor
- Jacob Jordaens

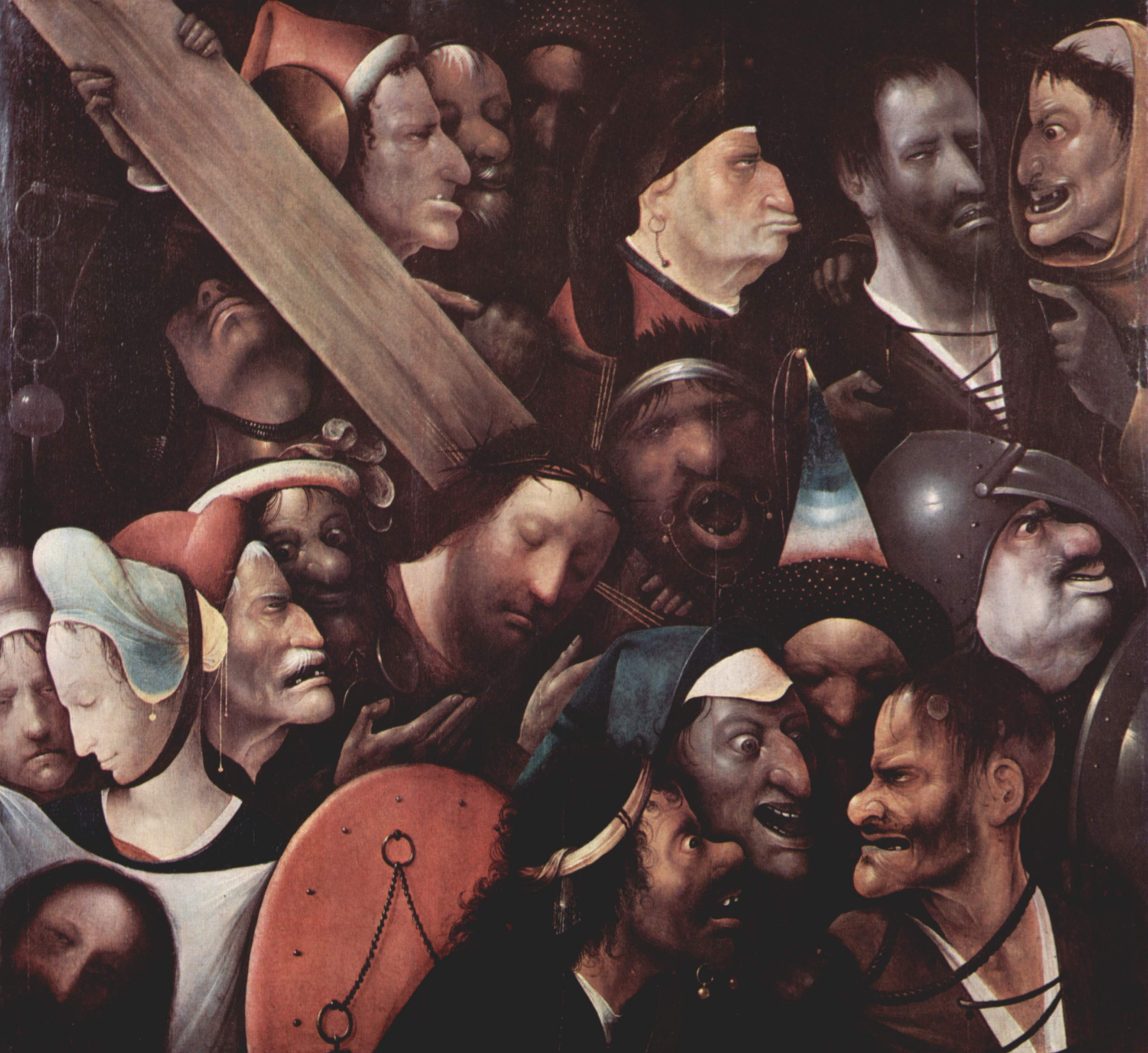
Le Portement de Croix de Jérôme Bosch (vers 1510-1516).

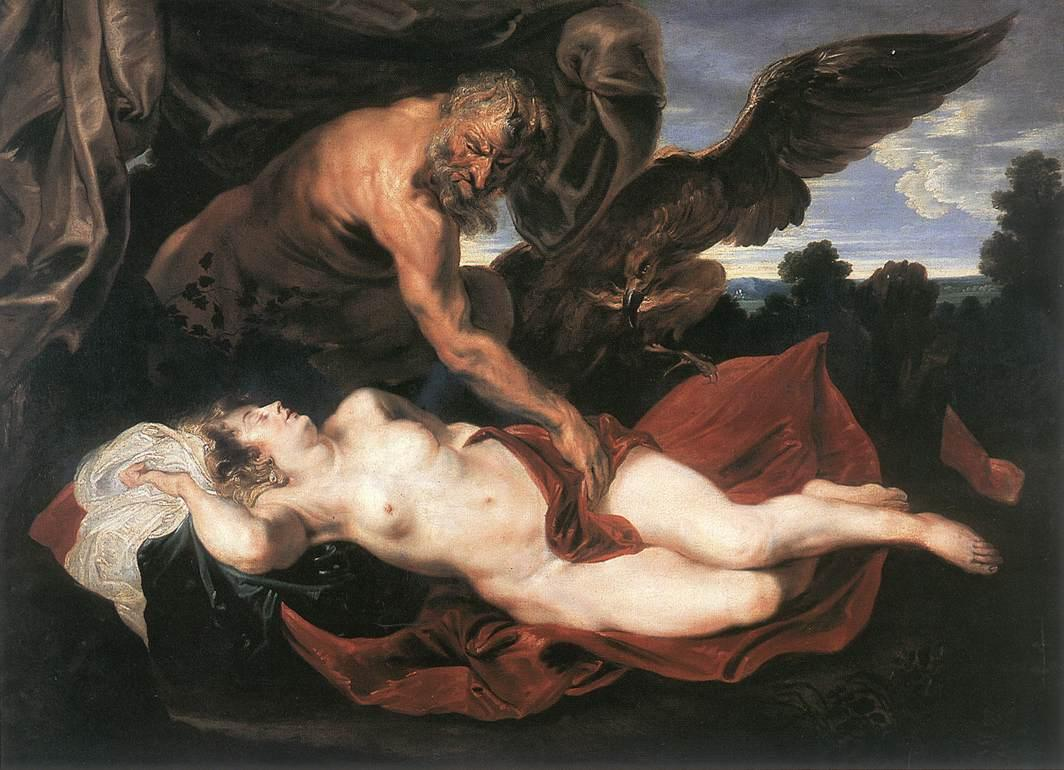
Jupiter et Antiope, 1617-1618
Antoine van Dyck

- Kerstiaen de Keuninck : Les Calamités humaines
- Fernand Khnopff
- George Minne
- Constant Montald
- Constant Permeke
- Frans Pourbus l'Ancien
- Ae van Rabel
- Pierre Paul Rubens
- Théo Van Rysselberghe[9]
- Valerius De Saedeleer
- Gustave van de Woestijne
- Antoine Van Dyck : Jupiter et Antiope, 1617-1618
- des tapisseries provenant du château des comtes de Flandre et de l’abbaye Saint-Pierre.

### École belge
- William Degouve de Nuncques
- Henri Evenepoel
- Léon Fredericq
- Adriaan Joseph Heymans
- François-Joseph Navez
- René Magritte
- Constantin Meunier

### École allemande
- Ernst Ludwig Kirchner

### École anglaise
- William Hogarth

### École autrichienne
- Oskar Kokoschka

### École hollandaise
- Marinus van Reymerswale
- Maarten van Heemskerck
- Frans Hals
- Willem Claeszoon Heda

### École française
- Charles-François Daubigny
- Honoré Daumier
- Théodore Géricault
- Jean-François Millet
- Auguste Renoir
- Georges Rouault

### École italienne
- le Tintoret
- Alessandro Magnasco
- Pino della Selva

## Galerie

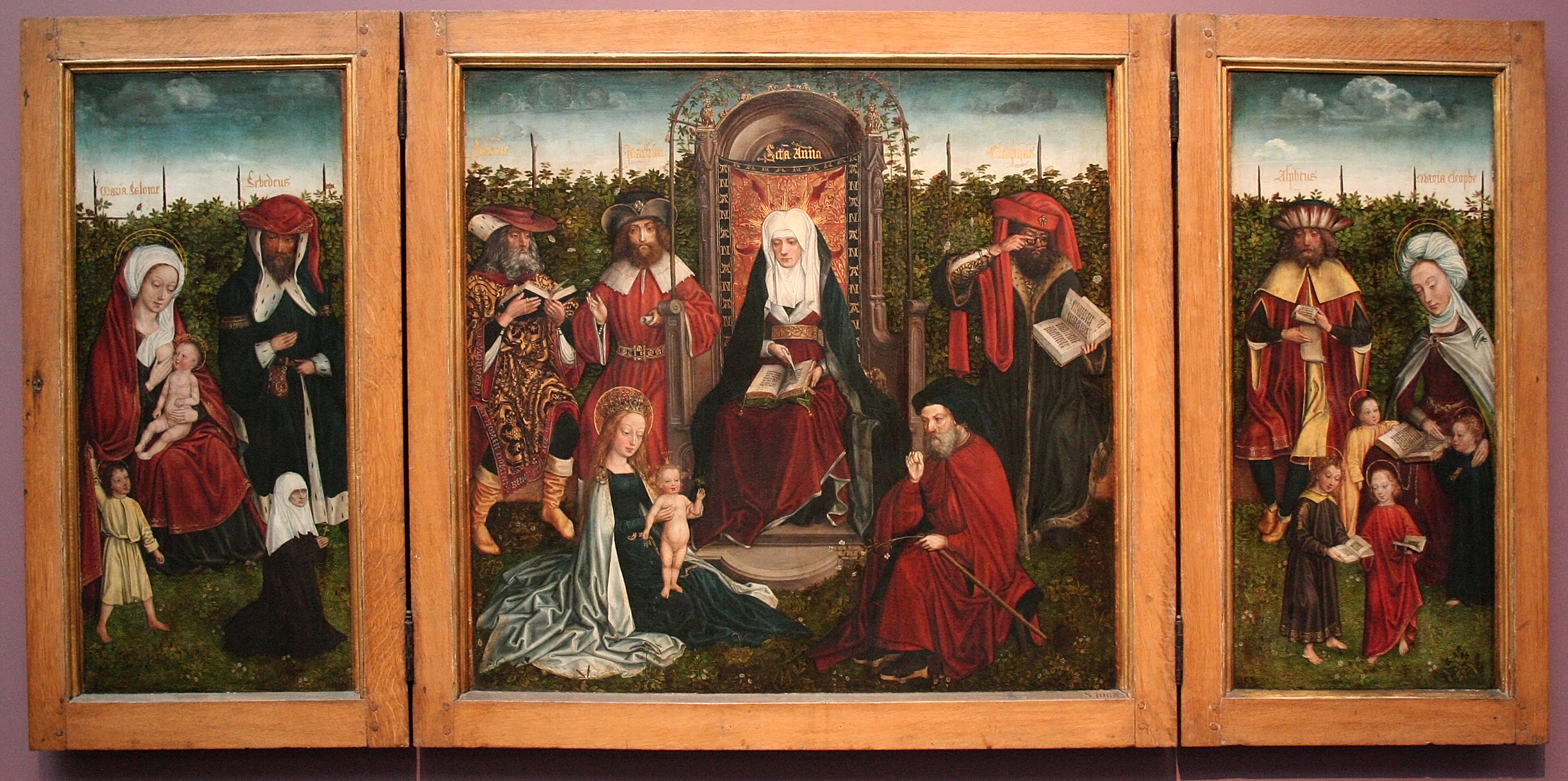
Triptyque avec la famille de la Sainte Anne d'un Maître anonyme.
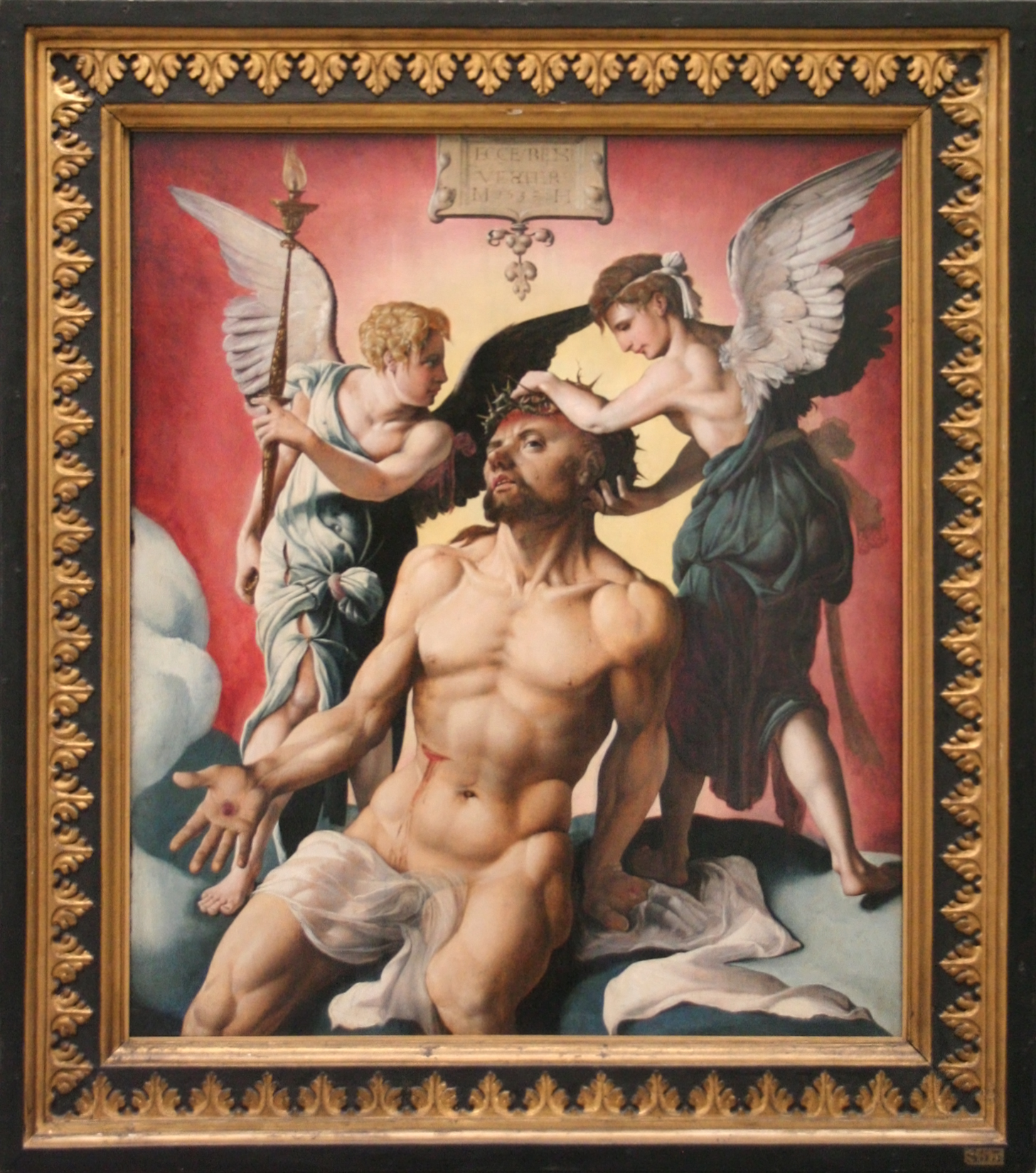
Christ comme homme de douleur de Maarten van Heemskerck.
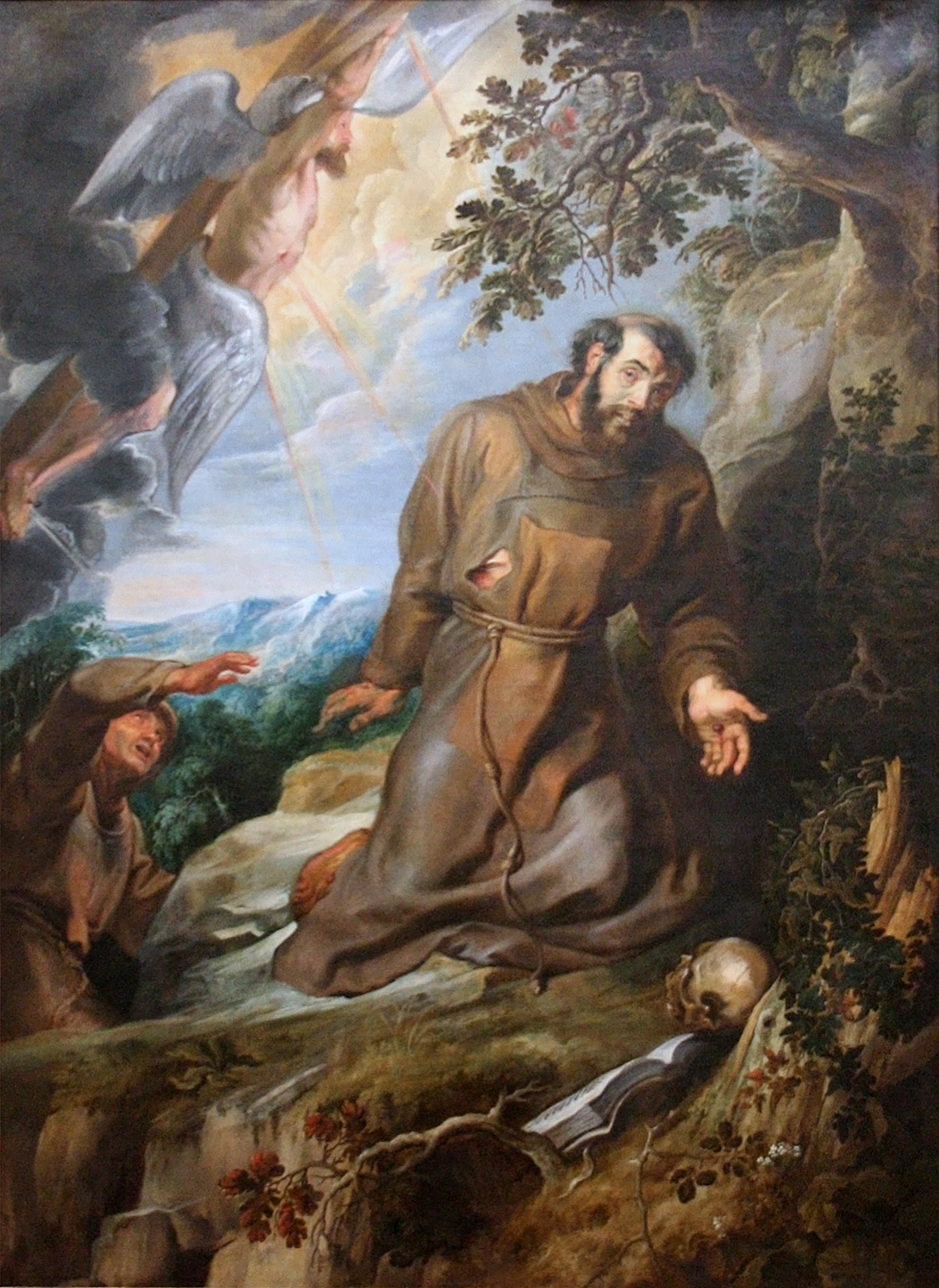
François d'Assise recevant les stigmates de Peter Paul Rubens.
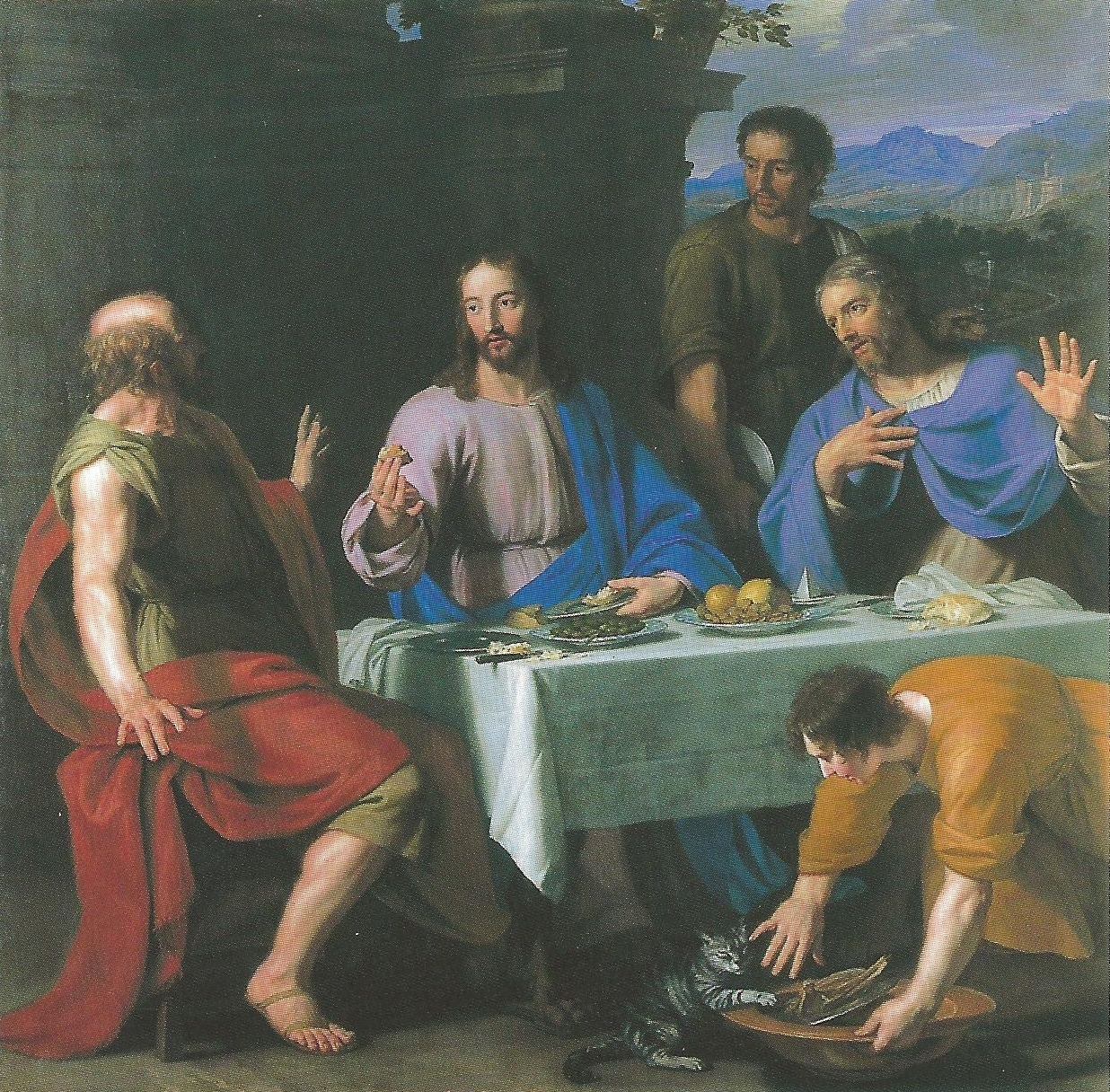
Les disciples d'Emmaüs de Philippe de Champaigne ou Jean-Baptiste.
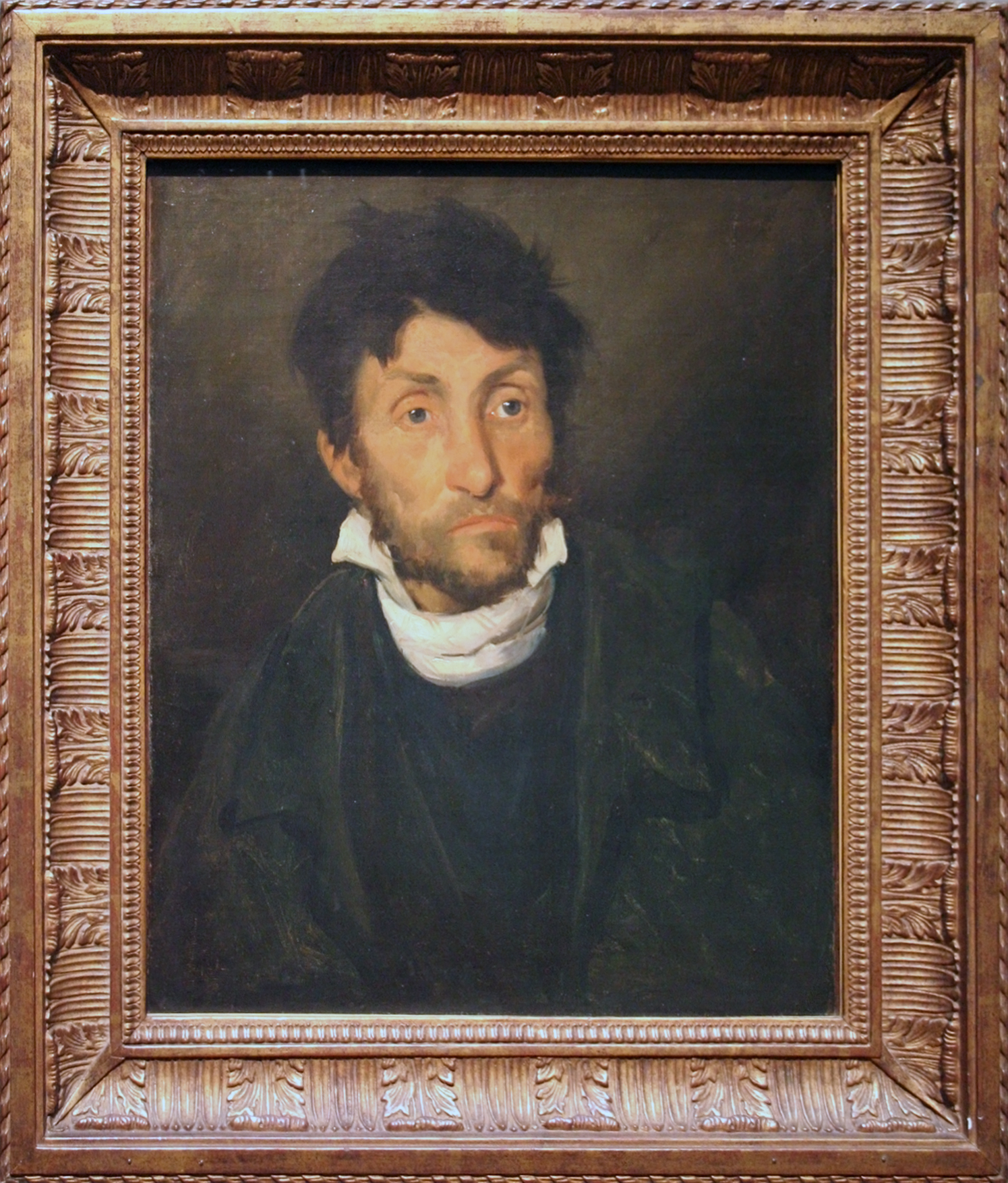
Portrait d'un cleptomane de Théodore Géricault (1822).
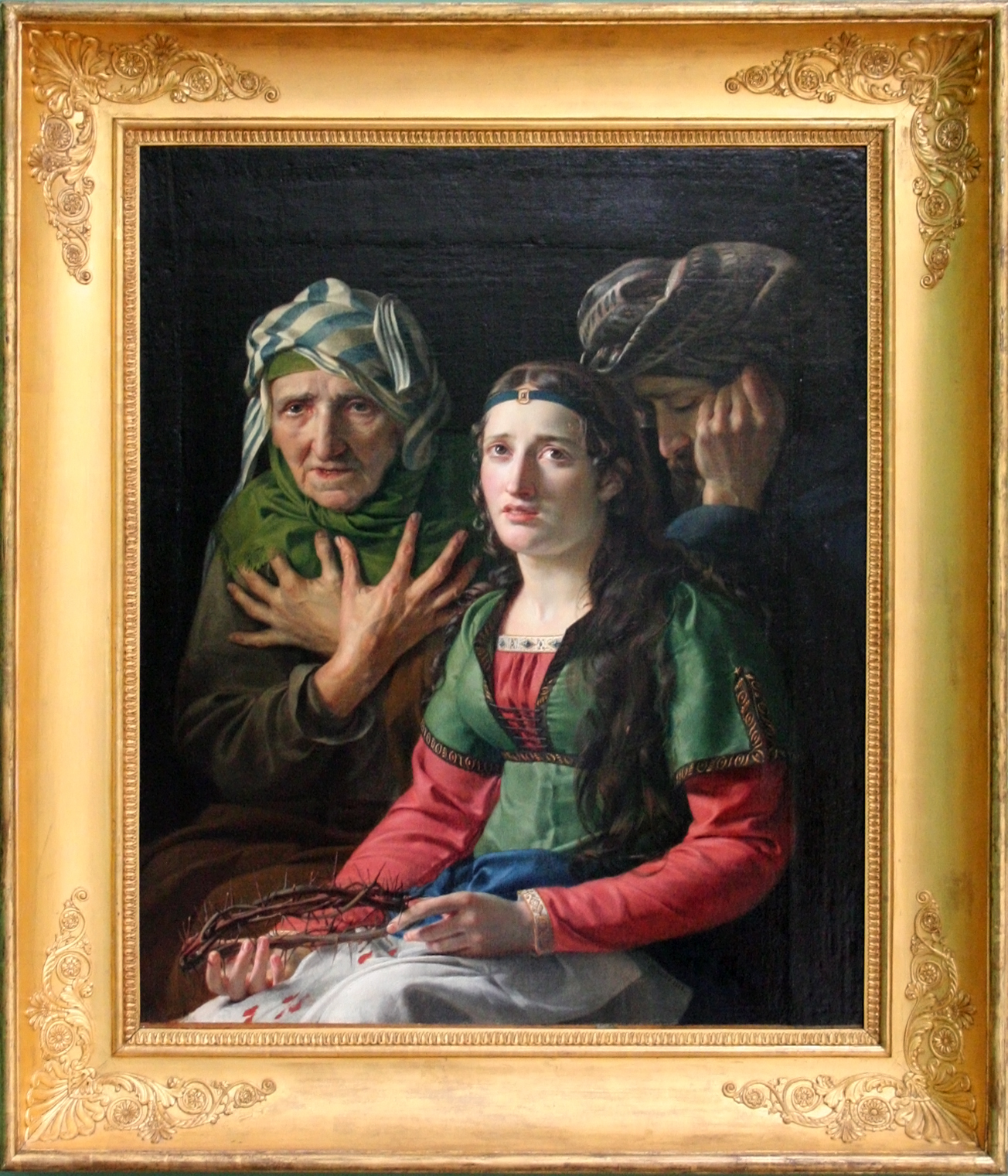
Sainte Véronique de Binasco (près de Milan) de François-Joseph Navez.
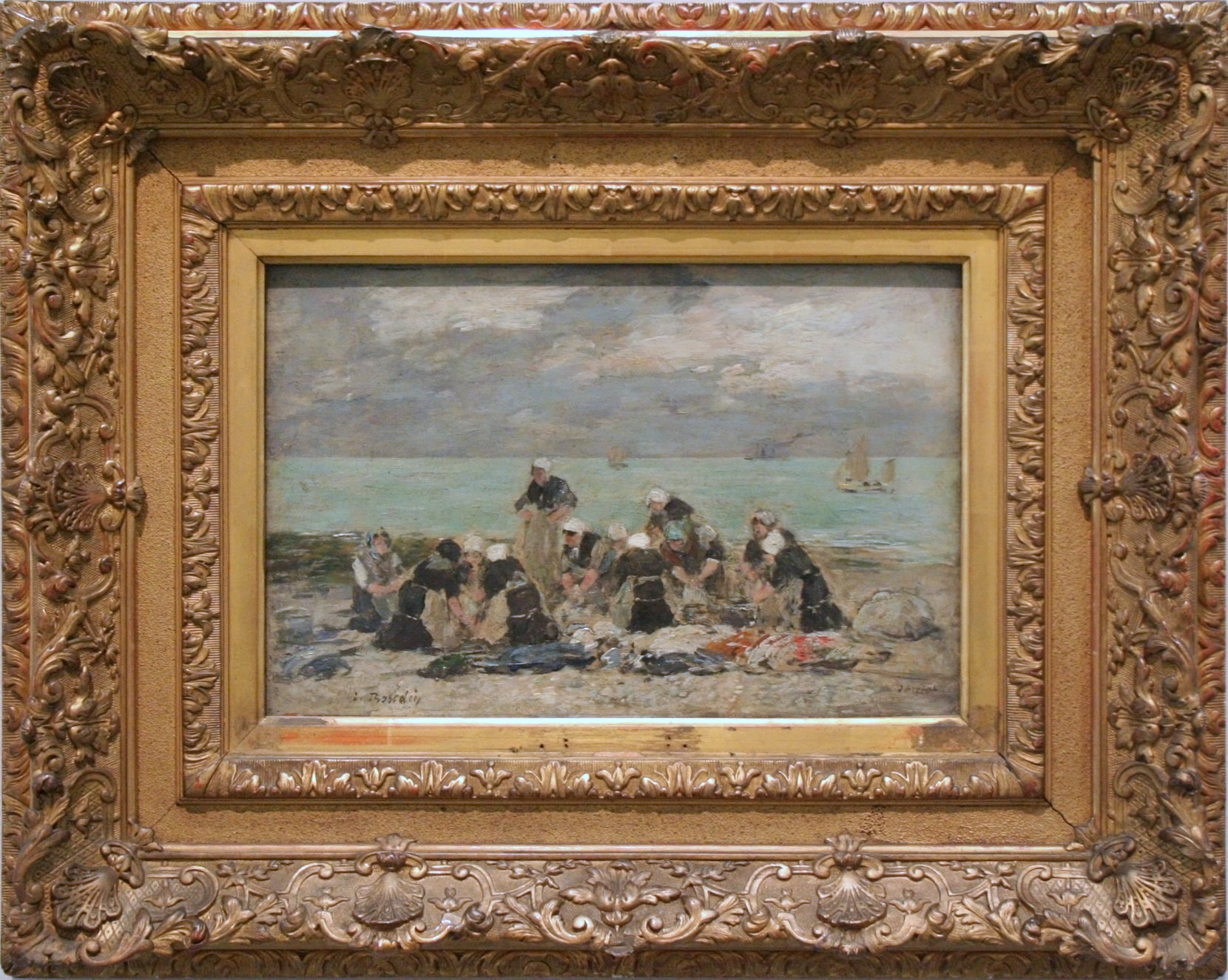
Lavandières à Etretat (Normandie - France) d'Eugène Boudin.

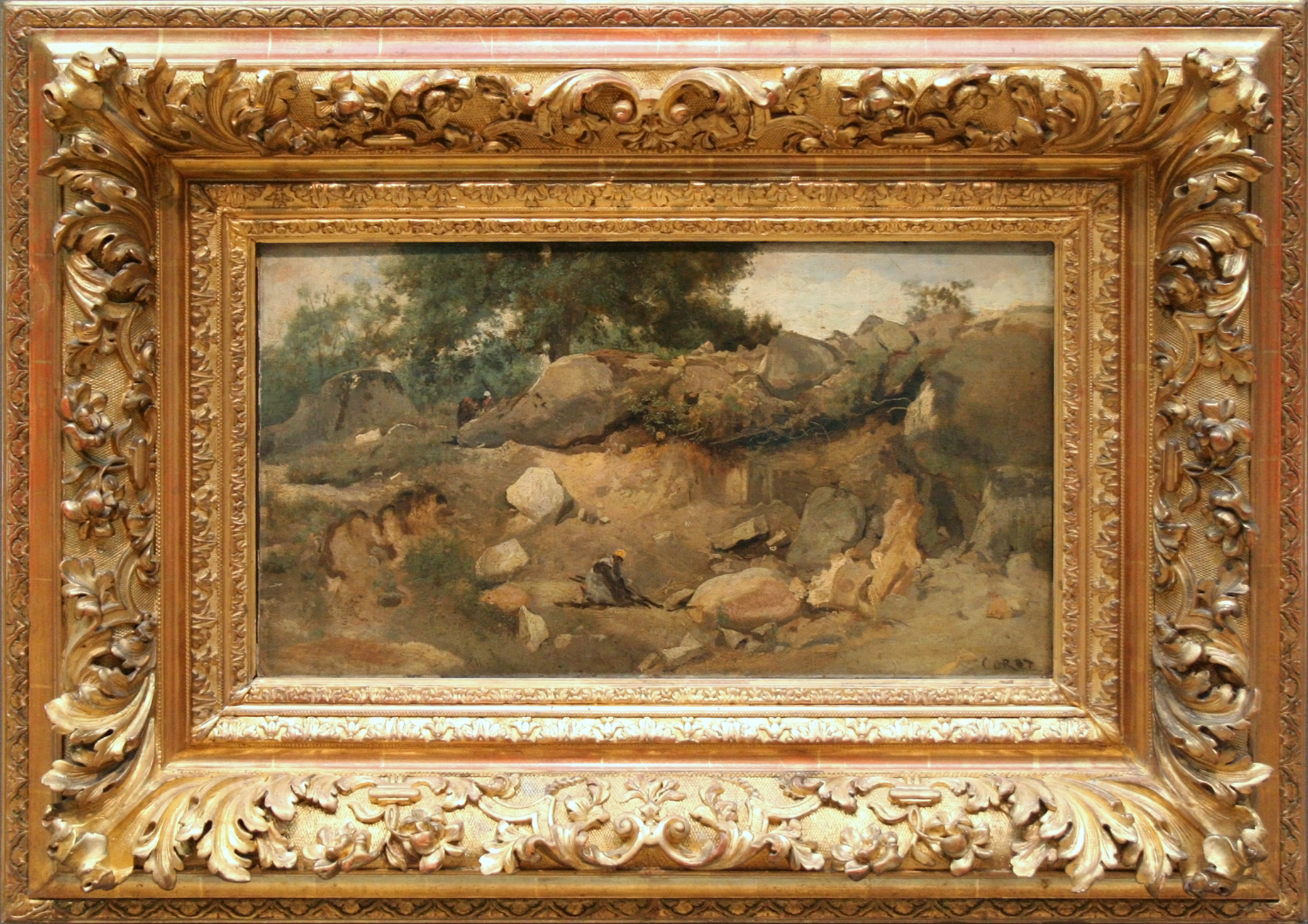
Carrière de Chaise-Marie à Fontainebleau de Camille Corot (1831).
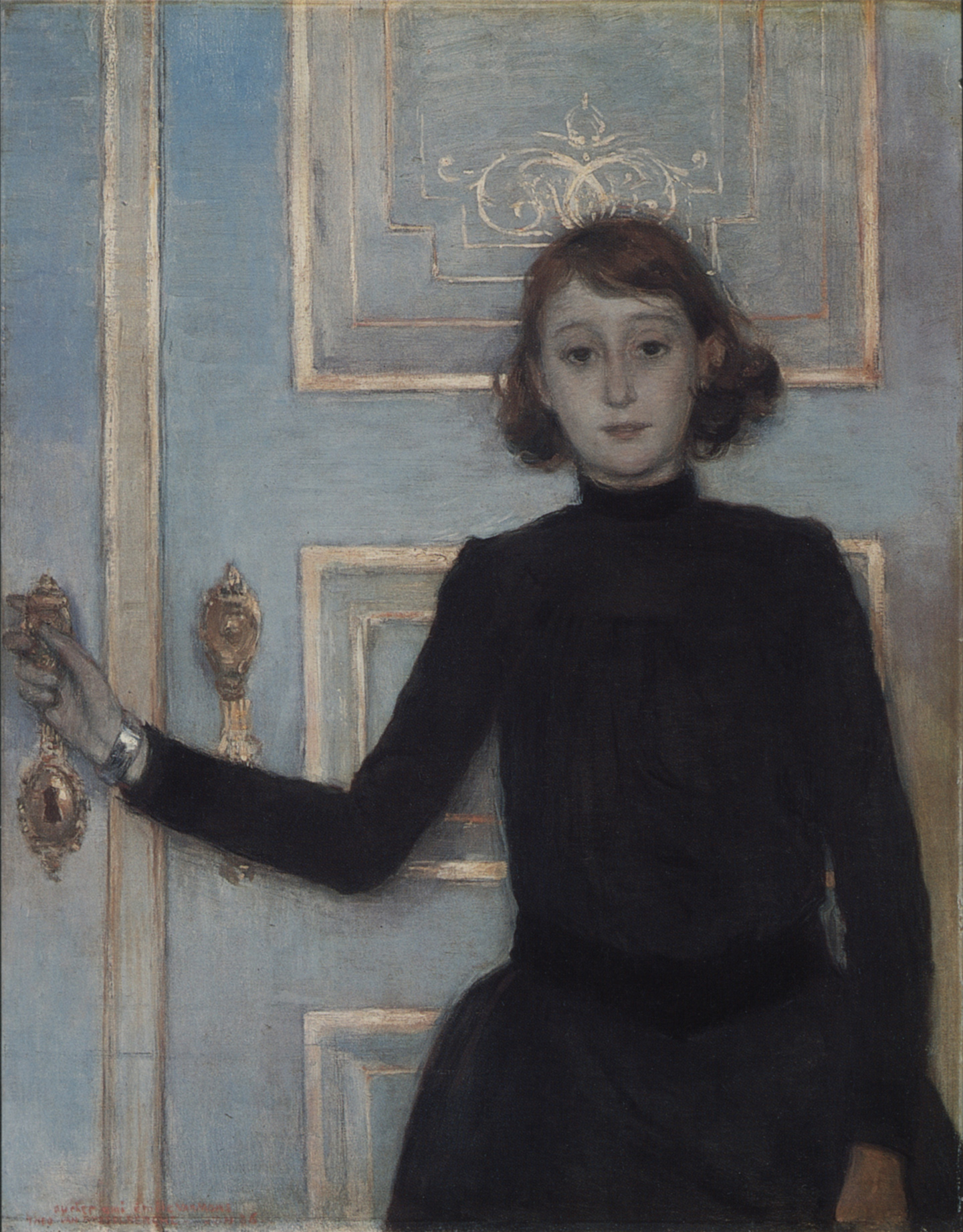
Portrait de Marguerite van Mons de Théo Van Rysselberghe (1886)
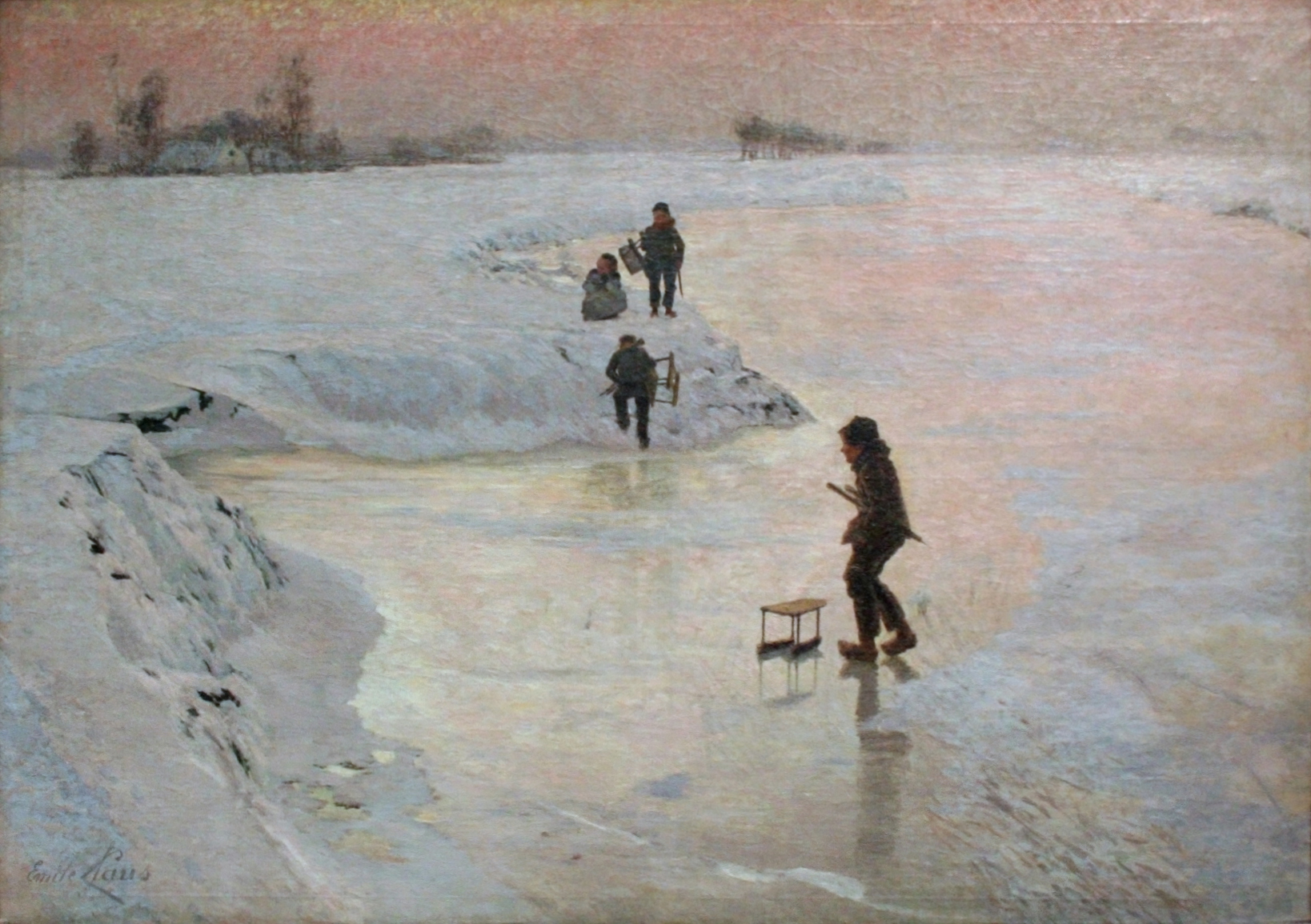
Les patineurs d'Emile Claus (1891).
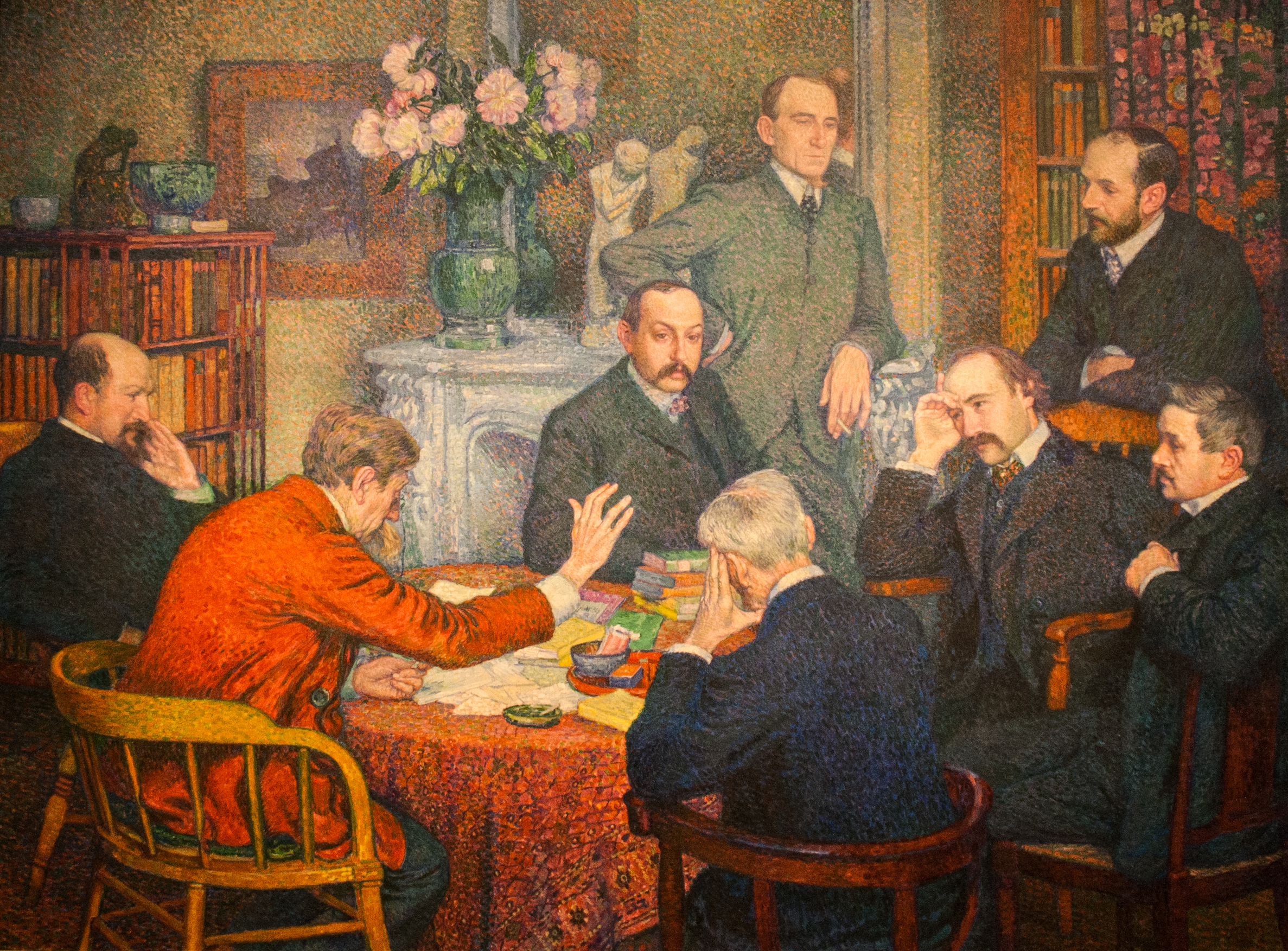
La Lecture par Émile Verhaeren de Théo Van Rysselberghe (1903).
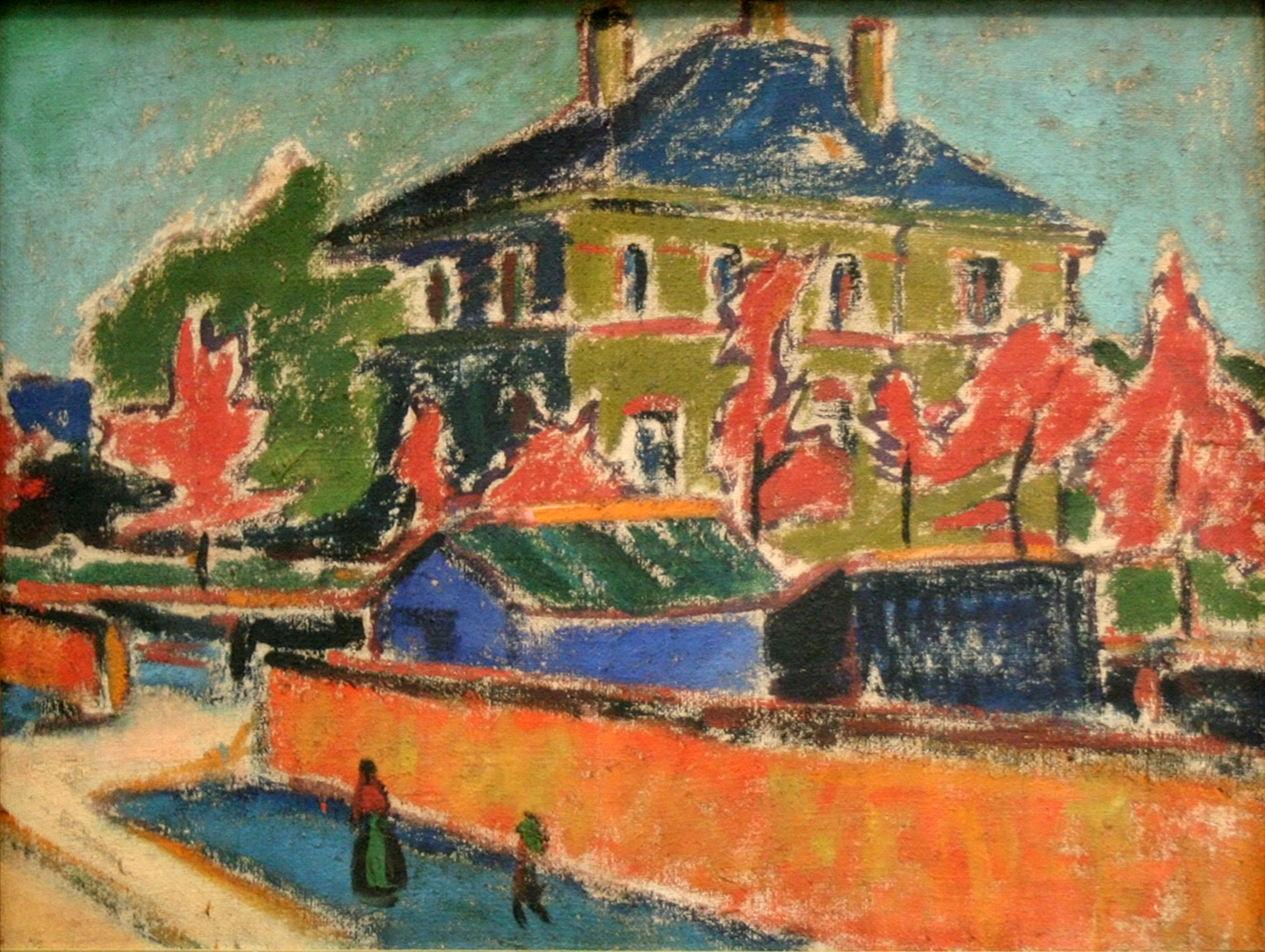
Villa à Dresde d'Ernst Ludwig Kirchner (1909).
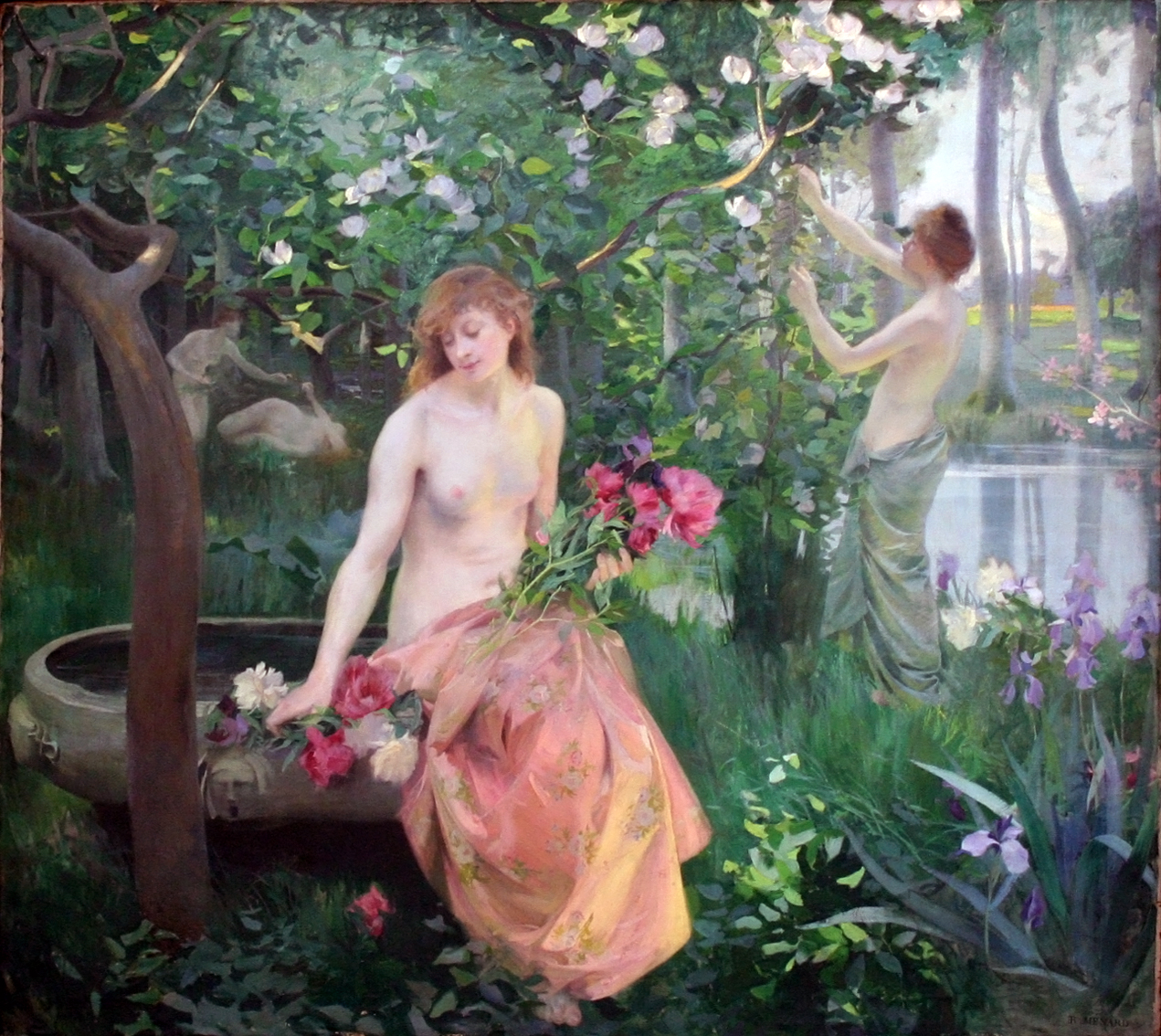
Le printemps d'Émile-René Ménard.
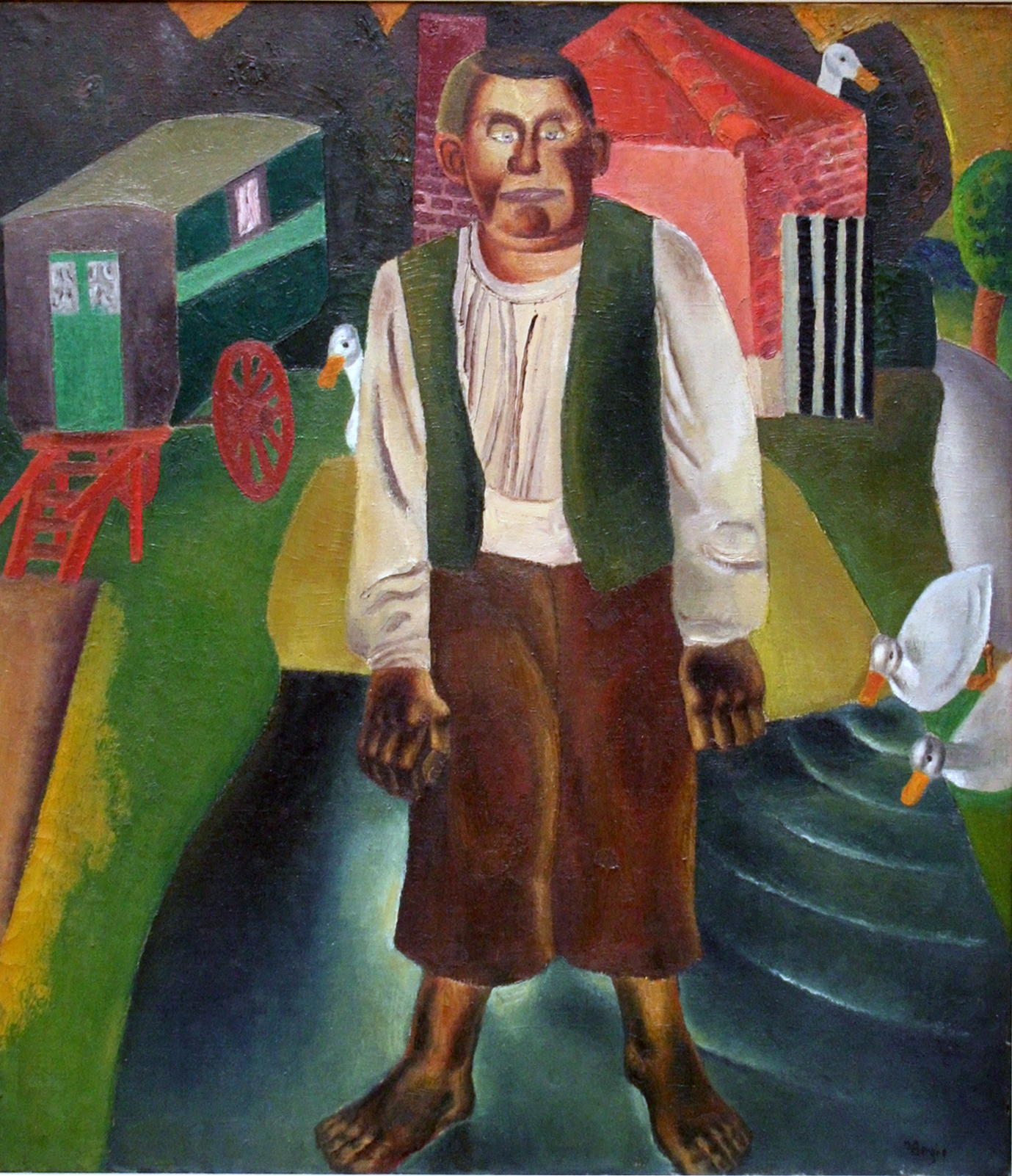
L'Idiot devant l'étang de Frits van den Berghe (1926).